# Fafe
Fafe là một huyện thuộc tỉnh Braga, Bồ Đào Nha. Huyện này có diện tích 219 km², dân số thời điểm năm 2001 là 52757 người.